# Ignacio Cano López de Mesa
Ignacio Cano López de Mesa (Medellín, 1900-Bogotá, 1983) fue un periodista, político y escritor colombiano. 

## Biografía
Nacido en Medellín, Antioquia, Colombia. Hijo de Ignacio Cano Cardona y Amalia López de Mesa. Estudió derecho en la Universidad Libre (Colombia). 
Apoyó la candidatura del presidente Enrique Olaya Herrera junto a otros jóvenes liberales como Adán Arriaga Andrade. En 1932 fue secretario de Gobierno de Antioquia, siendo gobernador Julián Uribe Gaviria. 
Mediante su actividad periodística en el diario El Liberal apoyó el gobierno de la Revolución en Marcha de Alfonso López Pumarejo junto a Luis Cano Villegas y Eduardo Santos.
Más tarde ocupó el viceministerio de agricultura siendo ministros Francisco Cardona Santa y Marco Aurelio Arango en la presidencia de Eduardo Santos y, en ese mismo gobierno, fue designado ministro de transporte.
En 1946 asume la dirección de la Escuela Industrial de Bogotá. Ocupó diferentes cargos en la administración pública por más de diez años.
Alternó sus actividades en el servicio público con el periodismo, siendo colaborador habitual de varios periódicos como El Correo de Colombia, El Heraldo y El Espectador. Estuvo a cargo de la oficina de información de la Internacional de Relaciones Públicas fundada por Andrés Samper Gnecco, y compartiendo labores con Alfonso Castillo Gómez y Luis David Peña.
Murió en Bogotá, en agosto de 1983.